# Franz Lippert (Politiker)
Franz Lippert (* 12. April 1900 in München; † 3. März 1977 ebenda) war ein deutscher Politiker (BP und CSU).

## Leben
Lippert war Sohn eines Gerichtsdieners und besuchte ein Humanistisches Gymnasium in München. Im Ersten Weltkrieg leistete er Kriegsdienst bei der Feldartillerie an der Westfront. Nach dem Weltkrieg legte er beide juristischen Staatsprüfungen in München ab und promovierte zum Dr. jur. gefolgt von einer mehrjährigen Rechtsanwaltspraxis. Franz Lippert trat zum 1. August 1932 der NSDAP bei (Mitgliedsnummer 1.274.646). 1933 trat er in den Staatsdienst ein. Er arbeitete zwei Jahre im Reichsarbeitsministerium und war zuletzt Regierungsdirektor in Wien. Im Zuge des Zweiten Weltkrieges war er von Mai bis Dezember 1945 in sowjetischer Internierung. Danach gründete Lippert ein Geschäft für Papier- und Bürobedarf in Landshut.
Am 26. November 1950 zog er für die Bayernpartei in den Bayerischen Landtag ein, trat jedoch im Juli 1954 zur CSU über. Für diese saß er von 1954 bis 22. November 1970 im Landtag. Von 1958 bis 1964 amtierte er als Staatssekretär im Bayerischen Staatsministerium der Finanzen unter Staatsminister Rudolf Eberhard.

## Ehrungen
- 1959: Bayerischer Verdienstorden
- 1969: Großes Verdienstkreuz mit Stern der Bundesrepublik Deutschland
- 1972: Ehrenbürger von Landshut